# Nozeroy
Nozeroy és un municipi francès situat al departament del Jura i a la regió de Borgonya - Franc Comtat. L'any 2007 tenia 399 habitants.

## Demografia

### Població
El 2007 la població de fet de Nozeroy era de 399 persones. Hi havia 152 famílies de les quals 48 eren unipersonals (24 homes vivint sols i 24 dones vivint soles), 52 parelles sense fills, 48 parelles amb fills i 4 famílies monoparentals amb fills.
La població ha evolucionat segons el següent gràfic:
Habitants censats

### Habitatges
El 2007 hi havia 201 habitatges, 156 eren l'habitatge principal de la família, 34 eren segones residències i 11 estaven desocupats. 130 eren cases i 72 eren apartaments. Dels 156 habitatges principals, 100 estaven ocupats pels seus propietaris, 47 estaven llogats i ocupats pels llogaters i 9 estaven cedits a títol gratuït; 1 tenia una cambra, 15 en tenien dues, 19 en tenien tres, 31 en tenien quatre i 90 en tenien cinc o més. 99 habitatges disposaven pel capbaix d'una plaça de pàrquing. A 89 habitatges hi havia un automòbil i a 49 n'hi havia dos o més.

### Piràmide de població
La piràmide de població per edats i sexe el 2009 era:
| Homes | Edats   | Dones |
| ----- | ------- | ----- |
| 0     | 95 o +  | 0     |
| 0     | 90 a 94 | 4     |
| 0     | 85 a 89 | 8     |
| 4     | 80 a 84 | 20    |
| 12    | 75 a 79 | 4     |
| 4     | 70 a 74 | 24    |
| 8     | 65 a 69 | 4     |
| 8     | 60 a 64 | 12    |
| 16    | 55 a 59 | 8     |
| 16    | 50 a 54 | 20    |
| 20    | 45 a 49 | 20    |
| 0     | 40 a 44 | 4     |
| 16    | 35 a 39 | 4     |
| 16    | 30 a 34 | 32    |
| 16    | 25 a 29 | 0     |
| 12    | 20 a 24 | 8     |
| 20    | 15 a 19 | 8     |
| 4     | 10 a 14 | 0     |
| 20    | 5 a 9   | 20    |
| 28    | 0 a 4   | 4     |

## Economia
El 2007 la població en edat de treballar era de 216 persones, 163 eren actives i 53 eren inactives. De les 163 persones actives 156 estaven ocupades (81 homes i 75 dones) i 7 estaven aturades (3 homes i 4 dones). De les 53 persones inactives 27 estaven jubilades, 16 estaven estudiant i 10 estaven classificades com a «altres inactius».

### Ingressos
El 2009 a Nozeroy hi havia 160 unitats fiscals que integraven 370,5 persones, la mediana anual d'ingressos fiscals per persona era de 17.799 €.

### Activitats econòmiques
Dels 41  establiments que hi havia el 2007, 2 eren d'empreses extractives, 3 d'empreses alimentàries, 1 d'una empresa de fabricació d'altres productes industrials, 5 d'empreses de construcció, 10 d'empreses de comerç i reparació d'automòbils, 2 d'empreses de transport, 3 d'empreses d'hostatgeria i restauració, 2 d'empreses financeres, 1 d'una empresa immobiliària, 1 d'una empresa de serveis, 7 d'entitats de l'administració pública i 4 d'empreses classificades com a «altres activitats de serveis».
Dels 14 establiments de servei als particulars que hi havia el 2009, 1 era una oficina d'administració d'Hisenda pública, 1 gendarmeria, 1 oficina de correu, 1 una oficina bancària, 1 funerària, 1 taller de reparació d'automòbils i de material agrícola, 2 paletes, 1 fusteria, 1 lampisteria, 1 electricista, 1 perruqueria i 2 restaurants.
Dels 8 establiments comercials que hi havia el 2009, 1 era una botiga de més de 120 m², 2 fleques, 1 una fleca, 2 llibreries, 1 una botiga d'equipament de la llar i 1 una botiga de material de revestiment de parets i terra.

## Equipaments sanitaris i escolars
El 2009 hi havia 1 hospital de tractaments de curta durada, 1 hospital de tractaments de mitja durada (seguiment i rehabilitació), 1 un hospital de tractaments de llarga durada i 1 farmàcia.
El 2009 hi havia 2 escoles elementals. Nozeroy disposava d'un col·legi d'educació secundària amb 160 alumnes.

## Poblacions més properes
El següent diagrama mostra les poblacions més properes.